# Juridiction de Zollikofen
?–1798
La juridiction de Zollikofen est une juridiction de haute-justice du landgraviat de Bourgogne (de). Elle appartient à la Maison de Kybourg-Berthoud, puis à Berne dès 1406.

## Histoire
La juridiction de Zollikofen est une des juridictions du landgraviat de Bourgogne (de), les autres étant les juridictions de Konolfingen, Murgeten, Ranflüh et Thoune (sous le nom de bailliage extérieur et non de juridiction).
Une partie du bailliage de Laupen dépend de la juridiction de Zollikofen. Le bailliage soleurois de Bucheggberg ainsi qu'une partie du bailliage d'Aarberg sont également situés dans la juridiction.
La seigneurie du couvent de Fraubrunnen, auquel succède le bailliage bernois de Fraubrunnen dès 1528, dépend de la juridiction pour la haute-justice.